# Чибану
Чибану — балка (річка) в Україні у Болградському районі Одеської області. Ліва притока річки Чаги (басейн Чорного моря).

## Опис
Довжина балки приблизно 8,47 км, найкоротша відстань між витоком і гирлом — 7,79 км, коефіцієнт звивистості річки — 1,09. Формується декількома струмками та загатами. На деяких ділянках балка пересихає.

## Розташування
Бере початок на південно-західній стороні від села Семисотка. Тече переважно на південний захід і на південно-східній стороні від села Весела Долина впадає в річку Чагу, ліву притоку річки Когильника.

## Цікаві факти
- На балці існують природні джерела[1].